# Улянівський ентомологічний заказник
Улянівський заказник — ентомологічний заказник місцевого значення. Об'єкт розташований на території Зачепилівської селищної громади Берестинського району Харківської області, село Олянівка (Улянівка).
Площа — 8,4 га, статус отриманий у 1984 році.
Заказник розташований в урочищі «Улянівка» на схилах степової балки. Створений з метою збереження корисних комах-запилювачів, занесених до Червоної книги України: рофітоїдес сірий, мелітта заяча, мегахіла округла, мелітурга булавовуса, джміль моховий. 